# Kristijan Stojanov
Kristijan Stojanov Stojanov (in bulgaro Кристиян Стоянов Стоянов?, a volte traslitterato come Kristiyan Stoyanov; Sofia, 29 marzo 2003) è un calciatore bulgaro, centrocampista dello Slavia Sofia.

## Carriera

### Club
È cresciuto nel settore giovanile dello Slavia Sofia, con cui ha debuttato il 19 maggio 2022 nell'incontro di Părva profesionalna futbolna liga perso 2-1 contro il Levski Sofia. Promosso stabilmente in prima squadra a partire dalla stagione successiva, ha segnato il suo primo gol il 6 aprile 2024 nella trasferta persa 2-1 contro l'Arda Kărdžali.

### Nazionale
Ha giocato con le nazionali giovanili bulgare Under-17 ed Under-21.
Il 10 marzo 2025 ha ricevuto la prima convocazione con la nazionale maggiore in vista del duplice impegno di UEFA Nations League contro l'Irlanda.

## Statistiche

### Presenze e reti nei club
Statistiche aggiornate al 12 marzo 2025.
| Stagione        | Squadra         | Campionato      | Campionato | Campionato | Coppe nazionali | Coppe nazionali | Coppe nazionali | Coppe continentali | Coppe continentali | Coppe continentali | Altre coppe | Altre coppe | Altre coppe | Totale | Totale | Totale |
| Stagione        | Squadra         | Comp            | Pres       | Reti       | Comp            | Pres            | Reti            | Comp               | Pres               | Reti               | Comp        | Pres        | Reti        | Pres   | Reti   |        |
| --------------- | --------------- | --------------- | ---------- | ---------- | --------------- | --------------- | --------------- | ------------------ | ------------------ | ------------------ | ----------- | ----------- | ----------- | ------ | ------ | ------ |
| 2021-2022       | Slavia Sofia    | 1L              | 1          | 0          | CB              | 0               | 0               | -                  | -                  | -                  | -           | -           | -           | 1      | 0      |        |
| 2022-2023       | Slavia Sofia    | 1L              | 26         | 0          | CB              | 0               | 0               | -                  | -                  | -                  | -           | -           | -           | 26     | 0      |        |
| 2023-2024       | Slavia Sofia    | 1L              | 27         | 1          | CB              | 2               | 0               | -                  | -                  | -                  | -           | -           | -           | 29     | 1      |        |
| 2024-2025       | Slavia Sofia    | 1L              | 20         | 1          | CB              | 0               | 0               | -                  | -                  | -                  | -           | -           | -           | 20     | 1      |        |
| Totale carriera | Totale carriera | Totale carriera | 74         | 2          |                 | 2               | 0               |                    | -                  | -                  |             | -           | -           | 76     | 2      |        |